# Gerard Xuriguera
Gerard Xuriguera (francès: Gérard Xuriguera)  (Barcelona, 1 d'agost de 1936) és un historiador i crític d'art català i francès.
Fill de l'escriptor Ramon Xuriguera i Parramona, que el 1937 s'exilià a França durant la guerra civil, i de la llemosina Henriette Guitard. Del 1937 a 1950 la família Xuriguera visqué a la vila occitana de Mouleydier (Dordonya), on el seu pare portava una botiga, fins que aquest darrer any adquiriren una casa a la veïna població de Brageirac. Durant un temps, en Gerard assistí a cursos de teatre a Bordeus fins que, el 1958, la família es traslladà a París.
L'any 1972 publicà el seu primer llibre d'art, que encetà una bibliografia molt copiosa en el camp de la crítica artística, amb una especialització en l'art contemporani i en l'escultura. En el seu haver es compten més de 800 catàlegs d'exposicions.
En ocasió dels Jocs Olímpics de Seül, del 1987 al 1991 comissarià l'Olímpiada de l'art, que aplegà 130 quadres de pintors de 57 països i constituí el parc d'escultures a l'aire lliure més gran del món, amb més de 200 obres de grans dimensions. Xuriguera va ser agregat europeu de Cultura els anys 1991-1992, i comissari de l'exposició litogràfica dels Jocs Olímpics de Barcelona el 1992. L'any 2003, Xuriguera i l'artista A-Sun Wu foren comissionats per a seleccionar una dotzena d'escultors que il·lustressin el Jiabanshan Sulpture Park, un parc escultòric a Taiwan.
En la seva vida, Xuriguera ha publicat textos de crítica artística, ha fet conferències arreu i ha estat comissari de més de 700 exposicions per tot el món (com els Simposis d'Escultura a l'aire lliure d'Andorra del 1991 i el 2002).
El 2001, Gerard Xuriguera cedí a l'Arxiu Nacional de Catalunya el fons del seu pare Ramon Xuriguera.

## Obres
(Selecció)
- Dix peintres espagnols de Paris (Aguayo, Clavé, Feito, Grau-Sala, Juan Gris, Guansé, Palazuelo, Peinado, Pelayo, X. Valls) Paris: Arted, 1972
- Miguel Villá Madrid: Ibérico Europea, 1972
- Cinco maestros de la pintura contemporánea Madrid: Ibérico Europea, 1974
- Pintores españoles de la escuela de París Madrid: Ibérico Europea, 1974 (trad. del francès)
- Dibujos de Pradal Madrid: Ibérico Europea, 1975
- Subirá-Puig: l'espace-bois Paris: S.M.I., 1975
- Luc Peire Paris: C.Martinez, 1976 (Paris: M.Broutta, 1984)
- Nino Calos: itinéraire lumni-cinétique Paris: Arted, 1977
- Pelayo Paris: Art moderne, 1977
- Grau-Garriga, article a Cimaise núm. 155 (1978)
- Guansé Paris: Le Musée de poche, 1978
- Maurice Rocher Paris: Art moderne, 1979
- Victor Laks Paris: Art Moderne, 1981
- Lindströn: la fièbvre et le feu València: Cimal, 1983. Text en francès, castellà i anglès
- Regard sur la peinture contemporaine: la création picturale de 1945 á nos jours Paris: Arted, 1983
- Les années 50: peintures, sculptures, temoignages Paris: Arted, 1984
- Les figurations de 1960 à nos jours Paris: Mayer, 1985
- Le dessin, le pastel, l'aquarelle dans l'art contemporain Paris: Mayer, 1987
- Alcaïs Paris: Yves Alcaïs, 1989
- Jean Arcelin. Bâle, Hardhof. Espace Art et Culture Ebel, 1990, Editions Glasnost, Grandson, 1990. ISBN 2883720002
- Christoforou Paris: La Difference, 1993
- Duminil Paris: Garnier Nocera, 1994
- Christophe Panis, Gérard Xuriguera Art catalan contemporain: un panorama [exposition] Paris: Espace Belleville, 1995
- Connaître la peinture de Pere Pagès Paris: François Rolin, 1995
- Francis Eck Paris: Garnier Nocera, 1995
- Guy Ferrer Paris: Garnier Nocera, 1995
- Kim-Chang-Hee Paris: Garnier Nocera, 1996
- L'Altrange 1895-1995 Barcelona-Lausanne: Diccionario Ráfols-Acatos, 1996
- Michel Rovelas Paris: Garnier Nocera, 1996
- L'art dans la cité Lamentin: Mairie de Lamentin, 1997
- Benedito Paris: Garnier Nocera, 1997
- Istvan Sandorfi: works, 1987-1997 Paris: Garnier Nocera, 1997
- Manuel Cargaleiro: obra gravada Ramada, António Coelho Dias, 1997. Text en portuguès
- Lindström Alacant: Universitat d'Alacant, 1998. Text en valencià i castellà
- Magni: peintures, sculptures & humanobiles Paris: Modus, 1998
- Martine Martine: Iavis Paris: Van Wilder, 1999
- Gérard Xuriguera, Arnau Puig Rocamora: Iris, Colegio de España Tarragona: J.Rocamora, 2000
- José Garnería, Gérard Xuriguera Ripollés entre dos milenios València: Generalitat Valenciana, 2000. Text en castellà, traduccions al valencià i a l'anglès
- Gerard Xuriguera, comissari de l'exposició Le bois dans l'art contemporain Paris: Espace Belleville, 2001
- Franco Adami: dessins & intimisme Lausanne: Acatos, 2001
- Gérard Xuriguera, Christine Adami, Gülseli Inal Mustafa Altintas Istanbul: Bilim Sanat galerisi, 2001
- Satoru 1969-2001 Paris: FVW, 2001
- Gerard Xuriguera i Xuansan Wu A-Sun Wu:Un itinerari entre mestissatge i expressionisme Andorra la Vella: Govern d'Andorra, 2002
- Assadour Paris: FVW, 2003
- Jean Campa: La planéte Campa Paris: FVW, 2003
- Rachid Khimoune Monaco: Grimaldi Forum, 2003
- Béatrice Englert Paris: FVW, 2004
- Fouad Naïm "Errances" [exposition] Paris: Cléa, 2004
- Vicente Alcaraz, José Garnería, Gérard Xuriguera Peter Stämpfli València: Concejalía de Cultura, 2004
- René Cornand Paris: FVW, 2005
- Ipostéguy [exposition] Paris: Galerie Vallois, 2006